# École de la cathédrale d'Åbo
L'école de la cathédrale d'Åbo (suédois : Katedralskolan i Åbo) est une école secondaire suédophone située sur l'ancienne grande place du marché de Turku en Finlande . 

## Ouvrages
- Robert Tigerstedt, Åbo gymnasium 1828–1872 / af Robert Tigerstedt. (œuvre écrite), SLS, Helsinki, 1919, [lire en ligne].